# 佐東銀山城
佐東銀山城（さとうかなやまじょう）、または銀山城は、安芸国佐東郡（広島市安佐南区）にあった日本の城（山城）。「銀山城跡」として広島県指定史跡。

## 概要
現在、武田山と呼ばれる標高410メートルの山頂を中心とし、周辺の尾根に50以上の曲輪を持つ巨大な連郭式山城であった。堀切や近世城郭に見られる桝形の原点とも言える巨岩を利用した御門跡などの遺構が存在するも、他の山城に見られるほどの築城が行われた形跡は少なく、自然の要害を利用した山城であった。周辺地域には支城や寺社を配し、防衛網を作り上げていた。

## 沿革

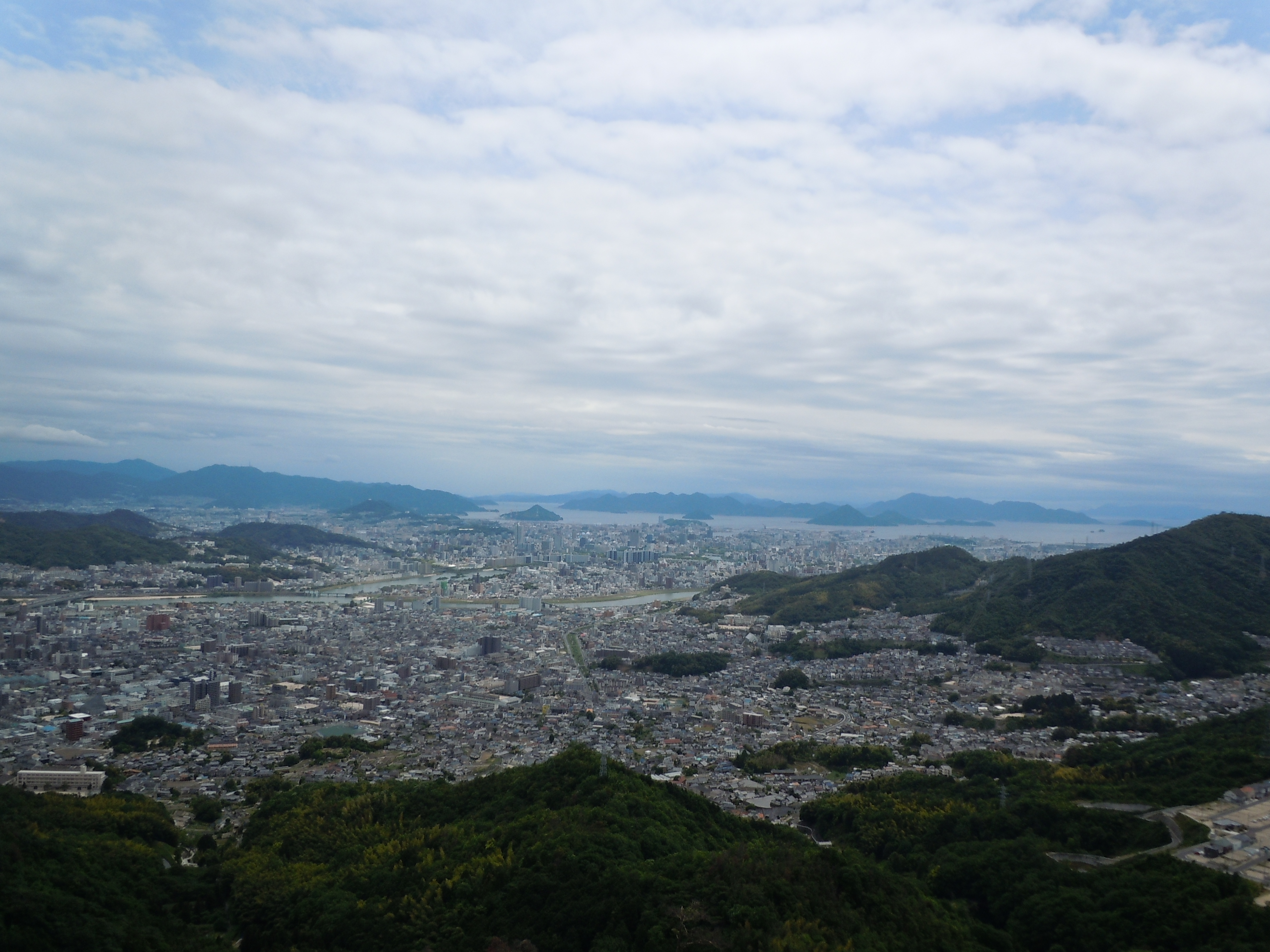
武田山上高間からの眺望（広島市内中心部方面）

鎌倉時代初期、この地は、古市、今津等の市場や港町として賑わっており、古代山陽道と瀬戸内海に面した安芸国の流通・経済の中心地であった。承久3年（1221年）の承久の乱の後、恩賞として安芸国佐東郡を得た武田氏当主・武田信光は、この武田山の麓に守護所を建て、安芸国佐東郡の経営に乗り出した。しかし時代が下り、元寇や幕末の政情不安によって戦乱の雰囲気が高まり、正安元年（1299年）には桜尾城主平員家の攻撃を受け、佐東銀山城は落城した。このような状況下、所領の防衛に適した地に城郭を構える必要に迫られ、安芸国に下向した武田家当主・武田信宗によって、鎌倉時代末期に現在の武田山頂上域に建てられたとされる。
室町期には、安芸国へと進出を図る周防国の戦国大名・大内氏との激闘の舞台となり、幾度となくこの城を巡って攻防戦が繰り広げられた。
永正14年（1517年）、山陰の尼子氏と結んだ安芸武田氏当主・武田元繁は、毛利氏の西隣の吉川氏を攻めた。元繁は安芸有田で毛利元就率いる毛利軍や吉川軍と戦って元繁は討死したため（有田中井手の戦い）、これ以降安芸武田氏は弱体化に歯止めがかからなくなった。
天文10年（1541年）、毛利元就は吉田郡山城の戦いにて尼子軍を撃退。同年、元就は銀山城を攻めこれを攻略した（佐東銀山城の戦い）。この時、元就は夜間に火を点けた草鞋千足を太田川に流し、佐東銀山城に籠る武田氏に動揺を与えたという伝承がある（この伝承を裏付けるように、太田川の川岸付近にある広島市東区戸坂町には、「千足」の地名が現在も残っている）。銀山城には大内方の城番として冷泉隆豊が置かれた。
天文23年（1554年）、毛利元就は厳島の戦いの前哨戦として佐東銀山城を攻略。大内氏城番・栗田肥後入道は説得に応じて即日開城し、城は毛利の支配下に置かれた（防芸引分）。
以後、銀山城は関ヶ原の戦いまで毛利氏の支配下に置かれた。毛利元就の隠居城として使う予定があったものの、現実にそれが実行されることはなかった。後に広島城が築かれるとその重要性は低下し、毛利氏が関ヶ原の戦い後に移封されると廃城となった。
江戸時代以降も城地が荒らされることはなく、現在は周辺地域の住民よる保全活動により維持整備され、ハイキングコースとして定着している。

## 逸話
安芸武田氏滅亡の際、残党が再起するための資金として、武田山中の洞窟に先祖伝来の純金の茶釜を埋め、目印として白南天を植えたという伝説が残っている。元々この山は金銀を産出したとされ、「銀山」の名もこれに由来するものだと言われている。武田山の真北には、かの石見銀山が位置しており、また真南には、武田氏が甲斐より勧請した宇品・神田神社が位置している（当初は東区。戦中、軍用地として徴用され、現在地に移転）。
現在、この山城の登山道口には広島経済大学と広島県立祇園北高等学校がある。
なお、祇園北高校の校章には武田菱があしらわれている。
また、地域のゆるキャラとして、武田山のお殿様をイメージした「たけちゃま」が存在する。

## 略年譜
- 文永11年（1274年） - 武田信時、元軍に備え、安芸国に下向。この後、佐東銀山城築城。
- 正安元年（1299年） - 桜尾城主平員家の攻撃により落城。この後、現在の城域に移転、築城。
- 永正13年（1516年） - 武田元繁、安芸国内七郡の探題となる。
- 永正14年（1517年） - 武田元繁、有田城を攻め、毛利・吉川軍と戦い敗死（有田中井手の戦い）。
- 大永4年（1524年） - 大内義興、安芸武田氏攻撃。佐東銀山城を包囲するも、尼子援軍により敗北、撤退。
- 享禄元年（1528年） - 大内義隆、安芸武田氏攻め。佐東銀山城を包囲するも、撤退。
- 天文2年（1533年） - 武田光和、家臣の熊谷信直と絶縁。熊谷氏居城・三入高松城を攻めるも敗北（横川表の戦い）。
- 天文9年（1540年） - 尼子詮久、毛利元就本拠・吉田郡山城を攻めるが敗北。翌年撤退（吉田郡山城の戦い）。
- 天文10年（1541年） - 武田信実、孤立した佐東銀山城を放棄して出雲国へ逃亡。安芸武田氏滅亡。同年、大内義隆が佐東銀山城に城番として冷泉隆豊を置き管理。
- 天文24年（1555年） - 毛利元就、佐東銀山城を奪取（厳島の戦い前哨戦）。この後、城番は福井元信が務める。
- 天正19年（1591年） - 広島城が、一応の完成を見る。
- 慶長5年（1600年） - 関ヶ原の戦い。毛利氏の防長移封に伴い、佐東銀山城廃城。
- 1956年（昭和31年） - 3月30日付けで広島県の史跡に指定される。

## 支城
- 南御所 - 安芸武田氏初期支配時の政庁
- 尾首城
- 伴城（岸城、岸古城） - 城主：武田氏一門伴氏
- 伴北城
- 伴東城
- 伴支城 - 出城的性格の城
- 尾越城
- 国重城 - 城主：国重氏

## 参考資料
- 『広島県中世城館遺跡総合調査報告書 第1集』（広島県教育委員会）